# 奈多ヘリポート
奈多ヘリポート (なたヘリポート、英:Nata Heliport)は福岡県福岡市東区奈多にあるヘリポートである。正式名称は福岡空港 (奈多地区) (ふくおかくうこう なたちく、英:Fukuoka Ariport Nata Area)と呼び、法令上は福岡空港の一部とされる。へリポート運営者は福岡空港の運営者である福岡国際空港。

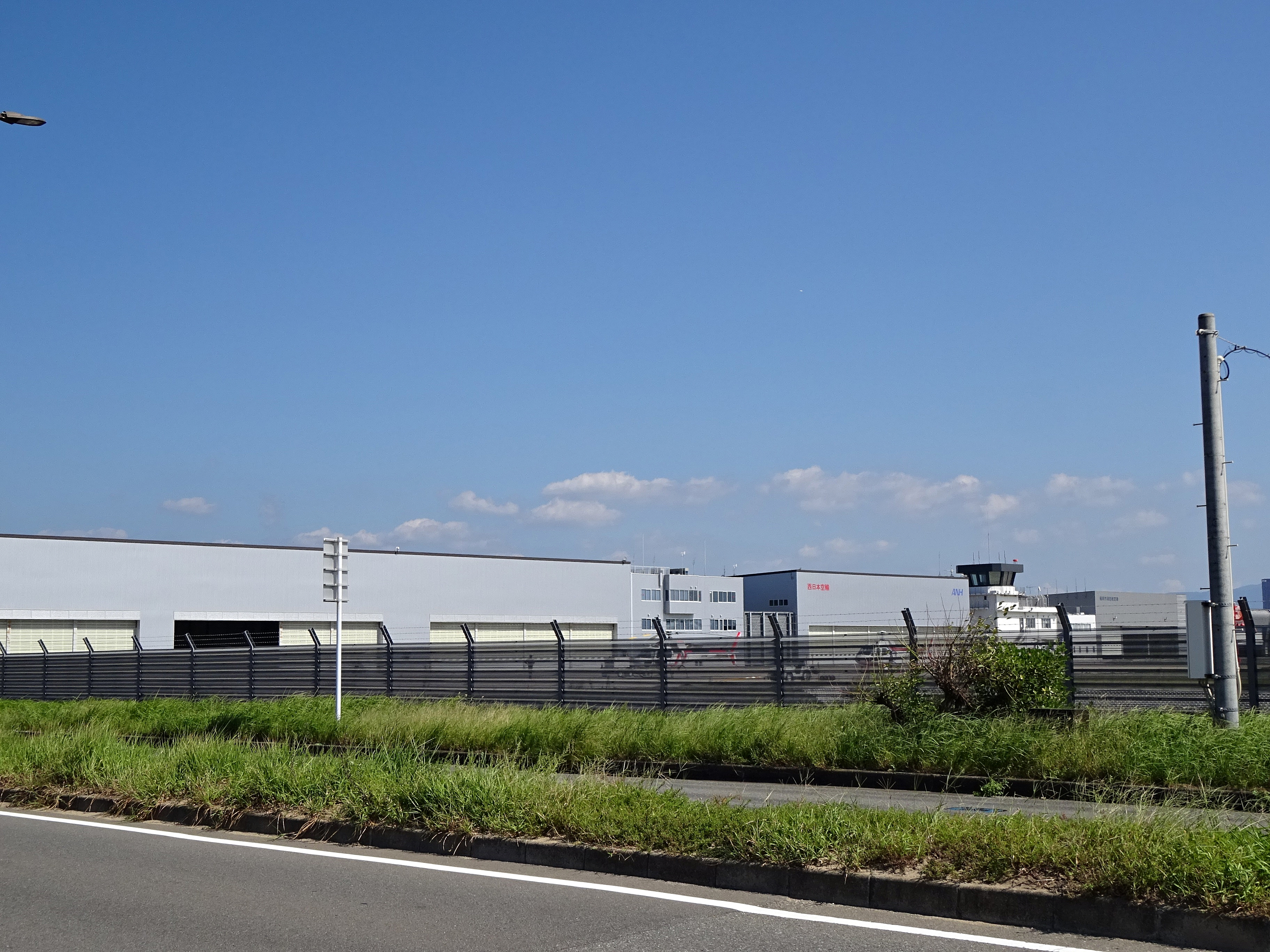
同ヘリポートを北側から撮影

## 概要
福岡空港では1本の滑走路を、民間航空機だけでなく、民間ヘリコプター、官公庁・航空自衛隊・在日米軍の航空機・ヘリコプターが共用で運用していた。しかし、民間航空機の発着増大により、ヘリコプターの運用、特に官公庁のヘリコプター運用に支障が出ていた。そのため、国土交通省等では福岡空港のヘリコプター発着機能を移転させ、ヘリコプターの運用を確保する方針となった。建設地として、かつて福岡第一飛行場がおかれていた福岡市東区奈多の福岡航空交通管制部周辺の国有地が選定され、2018年より建設が開始された。2020年2月27日付官報にて設置が明記され、同年3月26日に開設した。開設に伴い、福岡県警察・福岡市消防局・国土交通省九州地方整備局の施設が移転し、ヘリコプター専門の西日本空輸も本社ごと移転した。
法令上では2本の滑走路(C滑走路・RWY15, D滑走路・RWY34)がおかれているが、実際には2つの滑走路を一体化させた1つのヘリパッドで運用している。これは進入路の都合により、本来RWY33になる予定であった北側が10度時計回りにオフセットしているためである。また、19のスポットを併設する。
管制は福岡空港で行うが、発着は「奈多フライトサービス」にて行われ、航空管制運航情報官が配置される。また、航空保安無線施設として、敷地西側に福岡VORTACが置かれる。

## 沿革
- 2020年 (令和2年)
  - 2月27日 - 官報にて設置が明記。
  - 3月26日 - 開設

## データ
テンプレート参照

## 主な利用者
- 国土交通省九州地方整備局
  - 災害対策用ヘリコプター AW139「はるかぜ」(JA89HA)
- 福岡県警察航空隊
  - Eurocopter EC135P2「さちかぜ」（JA02FP）
  - ベル412EP「とびうめ2号」(JA01FP)
  - AS365N2「とびうめ1号」(JA03FP)
  - EC 225 シュペルピューマMk II+ ｢ふくたか｣（JA002P）
- 福岡市消防局航空隊
  - 消防ヘリコプター　AS365N3「ゆりかもめ」(JA08FC)
  - 消防ヘリコプター　AS365N3「ほおじろ」(JA18AR)
- 西日本空輸
- オールニッポンヘリコプター

## アクセス
- 九州旅客鉄道雁ノ巣駅
- 西日本鉄道和白駅
- 西日本鉄道「航空管制部前」バス停